# George Faulds Stirling
Pour les articles homonymes, voir George Stirling et Stirling.
George Faulds Stirling (26 février 1877-7 novembre 1966) est un homme politique canadien de la Colombie-Britannique. Il est député provincial du social-démocratique pour la circonscription britanno-colombienne de Salmon Arm d'une élection partielle en 1942 à 1945.

## Biographie
Née à Middlesbrough dans le Yorkshire du Nord, Stirling s'installe au Canada dans les années 1900 et travaille dans un camp forestier. Il travaille ensuite comme agent d'immigration et enseignant dans la région d'Okanagan.
Candidat socialiste défait en 1912, il est à nouveau défait en tant que travailliste en 1924. À nouveau défait comme candidat social-démocrate (CCF) en 1933 et en 1937, il parvient à être élu lors d'une élection partielle en 1942. Il est défait lors de sa tentative de réélection en 1945. Il est également candidat social-démocrate défait dans la circonscription fédérale de Kamloops en 1935.
Stirling achète un ranch au lac Shuswap et meurt à Victoria à l'âge de 88 ans.